# 요르단 요프체프
요르단 요프체프 요프체프(불가리아어: Йордан Йовчев Йовчев, 1973년 2월 24일~)는 불가리아의 전직 체조 선수이다. 올림픽에 6회 연속으로 참가하여 은메달 1개, 동메달 3개를 획득했으며 불가리아의 올림픽 참가 선수 중 가장 많은 올림픽 대회에 출전한 선수이다. 또한 세계 선수권 대회에서 금메달 4개, 은메달 5개, 동메달 4개, 유럽 선수권 대회에서 금메달 1개, 은메달 6개, 동메달 2개를 획득했다. 그는 2003년에 올해의 불가리아 스포츠인과 BTA 올해의 발칸 최고 선수로 선정되었으며 2016년에 국제 체조 연명 명예의 전당에 헌액되었다.
요프체프는 불가리아 체조 연맹의 회장이자 스포츠 해설가로도 활동하고 있다.